# نیروهای داخله جمهوری آذربایجان
نیروهای داخله جمهوری آذربایجان (ترکی آذربایجانی: Azərbaycan Respublikası Daxili Qoşunları) نیروی ژاندارمری تابع به وزارت امور داخله (کشور) جمهوری آذربایجان می‌باشد. عملکرد، تعهدات و اصول اصلی فعالیت نیروهای داخله بر اساس قانون سال ۱۹۹۴ جمهوری آذربایجان در خصوص «امتیازهای نیروهای داخله» تنظیم شده‌است.

## تاریخچه
نیروهای داخله جمهوری آذربایجان طبق فرمان رئیس‌جمهور این کشور در سال ۱۹۹۱ بنیان گردید. طبق قانون مصوب سال ۱۹۹۴ این کشور، زمینه‌های فعالیت نیروهای مسلح تعیین ‍گردید. بر پایه دستور رئیس جمهوری آذربایجان مورخ ۹ مارس سال ۱۹۹۵، ۱۲ مارس هر سال به عنوان «روز نیروهای داخله «تعریف شد.

## وظایف
طبق قانون، وظایف نیروهای داخلی شامل موارد زیر می‌باشد:
- حفظ نظم عمومی به‌همراه کلانتری‌های وزارت امور داخله در تمام شهرها و شهرک‌ها، بویژه تأمین امنیت عمومی هنگام رویدادهای انبوه نظیر:
- رویدادهای مهم و دولتی و عمومی، و حمل‌ونقل افراد مهم
- حضور در عملیات‌های تجسس و دستگیری مخل‌ها در مناطق حفاظت شده
- تأمین قسمت ذی‌ربط وزارت داخله با منابع انسانی برای حراست از انبارها و پایگاه‌های نظامی
- تأمین قسمت ذی‌ربط وزارت داخله با پرسنل بابت ارائه کمک در راستای رفع آسیب‌های بلایای طبیعی و سایر شرایط مشابه
- ارائه کمک در جهت جلوگیری از شورش‌های دسته جمعی در مناطق مسکونی
- ارائه کمک در جهت جلوگیری از شورش‌های دسته جمعی در زندان‌ها
- جستجو و دستگیری زندانیان و افراد بازداشتی فراری
- شرکت در محافظت یک منطقه در صورت لزوم